# Сеид Махмуд Шарафи
Сеид Махмуд Шарафи (1912 год (1291 год по солнечной хиджре) д. Васка, Резваншахр, Гилян, Персия — 6 апреля 1991 год (17 Фарвардин 1370 год по солнечной хиджре), д. Васка, Резваншахр) — талышский поэт, религиозный деятель, просветитель. 

## Биография
Сеид Махмуд Шарафи родился в 1912 году в деревне Васка, Резваншахр, сын религиозного деятеля Сеида Абдула Кадира Хуссейни. Получил начальное образование по месту рождения, отец обучил его Корану иным духовным практикам.
В 1934 году по велению отца отправился в Курдистанский регион Ирана чтобы улучшить и развить свои знания в религии. Накопив опыт и прожив в Сенендедже несколько лет, обучившись как дома, так и за рубежом, и получив сертификат от Министерства культуры, он вернулся в Талыш. Тут он стал имамом пятничной молитвы и религиозным авторитетом для талышей-суннитов по всей провинции и сельской местности, он посвятил себя обучению молодого поколения религии.
В 1939 году он женился на Хадике Хатун, дочери шейха Лутфоллы Ансари Талеша, одного из учёных региона. Имел десять детей: пять сыновей и пять дочерей.
6 апреля 1991 года после длительной болезни он скончался. Похоронен в родной деревне Васка рядом с отцом в семейной гробнице. После смерти деятеля многие известные поэты сочиняли гимны и писали письма в честь него.
Помимо своих проникновенных стихов на персидском и талышском языках, он также оставил после себя трактаты по шафиитскому мазхабу, которые не были опубликованы.